# Dollman
Pour plus de détails, voir Fiche technique et Distribution.
Dollman est un film américain réalisé par Albert Pyun, sorti en DTV en 1991.

## Synopsis
Échoué sur la planète Terre à l'état miniature, un policier extraterrestre poursuivant un psychopathe robotisé se dresse contre la férocité d'un gang des rues. 

## Fiche technique
- Titre : Dollman
- Réalisation : Albert Pyun
- Scénario : Chris Roghair
- Musique : Anthony Riparetti
- Photographie : George Mooradian
- Montage : Margeret-Anne Smith
- Production : Cathy Gesualdo
- Société de production : Full Moon Entertainment
- Société de distribution : Paramount Home Video
- Pays d'origine :  États-Unis
- Langue originale : anglais
- Format : couleur - 35 mm - 1,33:1 - Ultra Stéréo
- Genre : science-fiction
- Durée : 82 min
- Interdit aux moins de 12 ans

## Distribution
- Tim Thomerson (VF : Marcel Guido) : Brick Bardo
- Jackie Earle Haley (VF : Philippe Vincent) : Braxton Red
- Kamala Lopez (VF : Béatrice Bruno) : Debi Alejandro
- Humberto Ortiz : Kevin Alejandro
- Frank Collison : Sprug
- Nicholas Guest (en) (VF : Philippe Vincent) : Skyresh
- Judd Omen : Le maire
- Michael Halsey : Cally
- Frank Doubleday : Cloy
- Vincent Klyn : Hector
- Luis Contreras (en) : Jackson
- Eugene Robert Glazer : Le capitaine Shuller

## Suite
- Une suite sort deux ans plus tard : Dollman vs Demonic Toys.